# Friedrich (Sachsen-Weißenfels-Dahme)

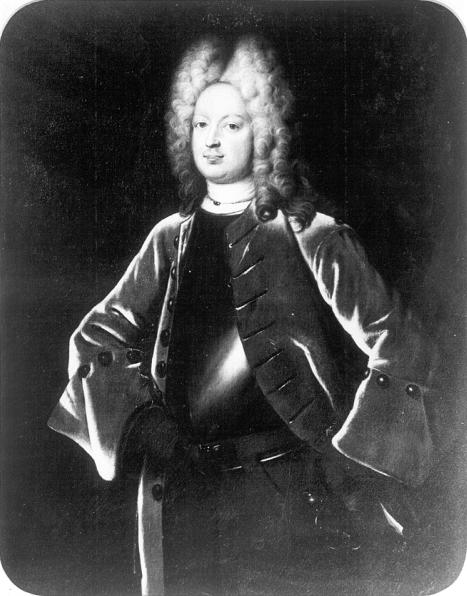
Friedrich von Sachsen-Weißenfels zu Dahme mit Allongeperücke, Brustpanzer und in Uniform, Bildnis heute im Archiv des Militärhistorischen Museums der Bundeswehr in Dresden

Friedrich von Sachsen-Weißenfels (* 20. November 1673 in Halle; † 16. April 1715 in Dahme) war Herzog von Sachsen-Weißenfels zu Dahme sowie kursächsischer Generalleutnant und entstammte einer Seitenlinie der albertinischen Wettiner.

## Leben
Friedrich war der erste Sohn des Herzogs August von Sachsen-Weißenfels und dessen zweiter Gemahlin Johanna Walpurgis von Leiningen-Westerburg, Tochter des Grafen Georg Wilhelms von Leiningen-Westerburg aus dessen Ehe mit Sophie Elisabeth zur Lippe-Detmold.
Da er als nachgeborener Sohn aus zweiter Ehe keine Ansprüche an den Erblanden der Weißenfelser Sekundogenitur hatte, widmete er sich einer militärischen Karriere und weilte daher seit seinem vierzehnten Lebensjahr zumeist am kursächsischen Hof in Dresden. Er war bei den Truppen im Reich, in den Niederlanden und Ungarn. Er erhielt zunächst den Charakter eines Oberst, 1697 den des Generalmajor und 1708 den des Generalleutnants. Dabei kommandierte er ein Regiment Dragoner.
Zu seiner materiellen Versorgung erhielt er jedoch von seinem Neffen Herzog Johann Georg das Amt Dahme des Fürstentums Sachsen-Querfurt zugewiesen und begründete damit eine eigene, wenn auch nicht-souveräne und von der Hauptlinie weiter abhängige Nebenlinie der Weißenfelser.
Friedrich nahm in Dahme Residenz und beauftragte die Baumeister Johann Christoph Schütze und Elias Scholtz ab 1711 auf den Resten der mittelalterlichen Wasserburg mit dem Bau von Schloss Dahme, der nach etwa vier Jahren Bauzeit mit einem markanten Mittelrisalit fertiggestellt werden konnte. Auch erfuhr der Garten durch das Anlegen von Lusthäuschen, Sandsteinskulpturen und Grotten eine Umgestaltung im barocken Stil. Friedrich konnte das Schloss jedoch nicht mehr beziehen, da er bereits kurz vor Vollendung des Baues starb. Stattdessen bezog seine Gemahlin Emilie Agnes Reuß zu Schleiz das Schloss als Witwensitz, den sie später aber hauptsächlich in ihren anderen Herrschaften (aus erster Ehe) Fürstlich Drehna und Vetschau aufschlug, wo sie auch 1729 verstarb. Der spätere Herzog und letzte Regent von Sachsen-Weißenfels Johann Adolf (II.) führte die Bauarbeiten ab 1719 fort und machte das Dahmer Schloss zu seiner zeitweiligen Residenz.
Herzog Friedrich starb 41-jährig und wurde in einem Zinnprunksarg in der Schlosskirche von Neu-Augustusburg zu Weißenfels beigesetzt.

### Familie
Seine einzige Ehe schloss er am 13. Februar 1711 in Fürstlich Drehna mit Emilie Agnes Reuß zu Schleiz, verwitweter Reichsgräfin von Promnitz zu Pleß auf Sorau und Triebel, der Tochter Graf Heinrichs I. Reuß zu Schleiz aus dessen Ehe mit Esther zu Hardegg auf Glatz und im Machlande, Tochter des Grafen Julius III. zu Hardegg auf Glatz und im Machlande. Die Ehe blieb ohne Nachkommen.
Friedrichs nunmehriger Stiefsohn Erdmann II. von Promnitz und seine Nichte Anna Maria von Sachsen-Weißenfels hatten bereits 1705 geheiratet.